# Sankt Nikola an der Donau
Sankt Nikola an der Donau este o comună, (târg) cu 847 loc. amplasată în Austria Superioară, districtul Perg în Mühlviertel. Sankt Nikola se află situată la Dunăre la altitudinea de  249 m deasupra n.m.

## Localități vecine
| Bad Kreuzen |                | Waldhausen |
| Grein       |                |            |
|             | Neustadtl (NÖ) |            |